# Cztery i pół
Cztery i pół – drugi album studyjny polskiego duetu hip-hopowego Łona i Webber, wydany 30 września 2011 roku przez Dobrzewiesz Nagrania (dystrybucja Asfalt Records i EMI). Nagrania dotarły do 3. miejsca zestawienia OLiS i uzyskały status złotej płyty.  
Koncertowa premiera płyty odbyła się 28 września 2011 na antenie Polskiego Radia Czwórka, gdzie Łona wystąpił z Rymkiem oraz zespołem The Pimps w składzie: Jose Manuel Alban Juarez (perkusja), Kamil Barański (instrumenty klawiszowe), Maciej Kałka (gitara basowa) i Mateusz Waśkiewicz (gitara).
Płyta była promowana teledyskami do utworów Nie pytaj nas, To nic nie znaczy oraz Kaloryfer, a także humorystyczna "Instrukcja obsługi albumu".
Pochodzący z albumu utwór pt. "Nie pytaj nas" znalazł się na liście "120 najważniejszych polskich utworów hip-hopowych" według serwisu T-Mobile Music.

## Lista utworów
Opracowano na podstawie materiału źródłowego.
1. „Ł.O.N.A.” (produkcja, muzyka: Webber, scratche: DJ Twister) - 3:41[A]
2. „Patrz szerzej” (produkcja, muzyka: Webber, gitara: Daniel Popiałkiewicz) - 3:38
3. „Nie ma nas” (produkcja, muzyka: Webber) - 2:49[B]
4. „Szkoda zachodu” (produkcja, muzyka: Webber, gitara: Daniel Popiałkiewicz) - 3:28
5. „Nie pytaj nas” (produkcja, muzyka: Webber) - 3:20
6. „Kończ tę rozmowę! (honyszke kojok)” (produkcja, muzyka: Webber, scratche: DJ Twister) - 2:54
7. „Kaloryfer” (produkcja, muzyka: Webber) - 3:04
8. „Święty spokój” (produkcja, muzyka: Webber) - 3:02
9. „Jesteśmy w kontakcie” (produkcja, muzyka: Webber) - 1:59
10. „10” (produkcja, muzyka: Webber, gościnnie: Rymek, SR, gitara: Daniel Popiałkiewicz) - 3:44
11. „To nic nie znaczy” (produkcja, muzyka: Webber) - 3:22
12. „Nocny ekspres” (produkcja, muzyka: Webber, gitara basowa: Maciej Kałka) - 3:53
13. „Bez mapy” (produkcja, muzyka: Webber, gitara: Daniel Popiałkiewicz) - 3:51
14. „Nie wygłupiaj się” (produkcja, muzyka: Webber) - 2:13

Notatki
- A^ W utworze wykorzystano sample z piosenki "Ego Trippin' (Part Two)" w wykonaniu De La Soul[13].
- B^ W utworze wykorzystano sample z piosenki "Dlaczego nas tam nie ma?" w wykonaniu Bemibem[13].